# Daniel Salzgeber

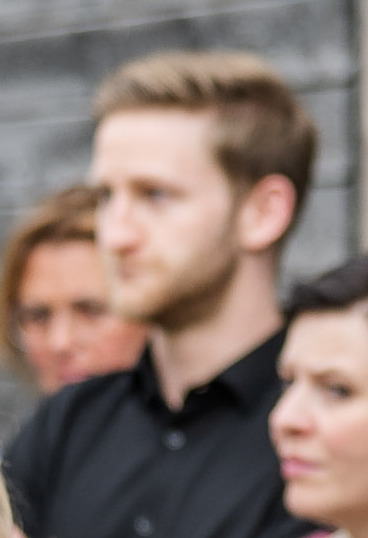
Daniel Salzgeber (2025)

Daniel Salzgeber (* 5. August 1992 in Vaduz) ist ein liechtensteinischer Politiker (FBP). Er ist seit 2025 Abgeordneter im liechtensteinischen Landtag.

## Biographie
Salzgeber maturierte am Liechtensteinischen Gymnasium. Anschliessend studierte er Betriebswirtschaft an der Universität St. Gallen. Dort erhielt er einen Bachelor in Betriebswirtschaft und einen Master in Marketing, Dienstleistung- und Kommunikationsmanagement. Nach seinem Studium wurde er bei Nestlé in Rorschach tätig. 2023 kehrte Salzgeber nach Liechtenstein zurück und wurde als Schengen/Dublin Koordinator bei der Liechtensteinischen Landesverwaltung tätig. Im 2024 erhielt er das CAS in Europarecht an der Universität Zürich. 
Im Februar 2025 wurde er für die Fortschrittliche Bürgerpartei in den Landtag des Fürstentums Liechtenstein gewählt. Als Abgeordneter ist er Mitglied im Richterauswahlgremium und in der liechtensteinischen Delegation bei der Internationalen Parlamentarier Union.
Neben seiner beruflichen Tätigkeit, tritt Salzgeber auch als Fussballspieler in Erscheinung. Er ist Kapitän der 1. Mannschaft des FC Triesen. Zuvor war er Mitglied der liechtensteinischen U-17-Fussballnationalmannschaft.
Salzgeber ist verheiratet.